# Kubok Rossii 2009-2010
La Coppa di Russia 2009-2010 (in russo Кубок России?, Kubok Rossii) è stata la 18ª edizione del principale torneo a eliminazione diretta del calcio russo. Il torneo è iniziato il 20 aprile 2009 ed è terminato il 16 maggio 2010, con la finale giocata allo Stadio Olimp-2 di Rostov sul Don. Lo Zenit ha vinto la coppa per la quinta volta, battendo per 1–0 il Sibir'; per la seconda volta nella storia (dopo il Terek Groznyj) un club di seconda divisione raggiunse la finale del torneo: stavolta non riuscì a vincere.

## Formula
La Coppa si dipanava su 10 turni, tutti disputati in gara unica. Al torneo parteciparono tre squadre delle Leghe dilettanti e i club di Pervenstvo Professional'noj Futbol'noj Ligi (che entrarono subito in scena); le formazioni di Pervij divizion entrarono in scena solo a partire dal quarto turno, mentre quelle di Prem'er-Liga erano qualificate direttamente ai sedicesimi di finale.

## Turno preliminare
A questo turno parteciparono sette squadre di Pervenstvo Professional'noj Futbol'noj Ligi e l'Octane Perm delle leghe dilettanti.
Le partite furono disputate tra il 20 aprile e il 3 maggio 2009.

### Zona Sud
| Squadra 1           | Risultato | Squadra 2        |
| ------------------- | --------- | ---------------- |
| Avtodor Vladikavkaz | 1 – 0     | Angušt Nazran'   |
| FK Volgograd        | 1 – 0     | Rotor            |
| FK Stavropol        | 1 – 0     | Stavropolye-2009 |

### Zona Urali-Volga
| Squadra 1   | Risultato | Squadra 2                  |
| ----------- | --------- | -------------------------- |
| Octane Perm | 2 – 1     | Bašinformsvjaz'-Dinamo Ufa |

## Primo turno
A questo turno partecipano 66 squadre: le quattro promosse dal turno precedente, Kait-Sport Mosca e Zorkij Krasnogorsk delle leghe dilettanti e altre 60 squadre della Pervenstvo Professional'noj Futbol'noj Ligi.
Le partite furono disputate tra il 24 aprile e il 14 maggio 2009.

### Zona Ovest
| Squadra 1           | Risultato   | Squadra 2              |
| ------------------- | ----------- | ---------------------- |
| Smena-Zenit         | 2 – 3       | Sever Murmansk         |
| Pskov-747           | 2 – 0       | Dinamo San Pietroburgo |
| Volga Tver'         | 2 – 1 (dts) | Voločanin-Ratmir       |
| Zelenograd          | 0 – 1       | Istra                  |
| Torpedo-ZIL         | 1 – 0 (dts) | Lokomotiv-2 Mosca      |
| Spartak Kostroma    | 1 – 0       | Dinamo Vologda         |
| Tekstilščik Ivanovo | 3 – 0       | Dmitrov                |

### Zona centrale
| Squadra 1          | Risultato | Squadra 2        |
| ------------------ | --------- | ---------------- |
| Elec               | 0 – 3     | Rusiči Orël      |
| Dnepr Smolensk     | 0 – 1     | Avangard Podolsk |
| Nika Mosca         | 6 – 1     | KAIT-Sport Mosca |
| Spartak Tambov     | 0 – 3     | Rjazan'          |
| Zorkij Krasnogorsk | 2 – 0     | Znamja Truda     |
| FSA Voronež        | 1 – 4     | Fakel Voronež    |
| Zodiak-Oskol       | 3 – 1     | Lokomotiv Liski  |

### Zona Sud
| Squadra 1            | Risultato       | Squadra 2           |
| -------------------- | --------------- | ------------------- |
| Energija Volžskij    | 0 – 1           | FK Volgograd        |
| Dagdizel' Kaspijsk   | 2 – 1           | Astrachan'          |
| SKA Rostov           | 1 – 1 (4-3 dcr) | Torpedo Armavir     |
| Taganrog             | 0 – 3           | Batajsk-2007        |
| Abinsk               | 2 – 5           | Žemčužina-Soči      |
| Krasnodar-2000       | 4 – 3 (dts)     | Družba Majkop       |
| Stavropol'           | 1 – 0           | Avtodor Vladikavkaz |
| Mašuk-KMV Pjatigorsk | 2 – 0           | Kavkaztransgaz-2005 |

### Zona Urali-Volga
| Squadra 1        | Risultato       | Squadra 2              |
| ---------------- | --------------- | ---------------------- |
| Volga Ul'janovsk | 2 – 3 (dts)     | Mordovija              |
| Lada Togliatti   | 1 – 1 (2-3 dcr) | Sokol Saratov          |
| Dinamo Kirov     | 1 – 2           | Chimik Dzeržinsk       |
| SOJUZ-Gazprom    | 3 – 1           | Neftechimik            |
| Rubin-2          | 0 – 0 (4-3 dcr) | Akademija Dimitrovgrad |
| Gazovik Orenburg | 1 – 0           | FK Togliatti           |
| Gornjak Učaly    | 4 – 0           | Oktan Perm'            |
| Tjumen'          | 0 – 2           | Čeljabinsk             |

### Zona Est
| Squadra 1             | Risultato | Squadra 2        |
| --------------------- | --------- | ---------------- |
| Metallurg Krasnojarsk | 4 – 2     | Sibirjak Bratsk  |
| Irtyš Omsk            | 0 – 1     | Kuzbass Kemerovo |

## Secondo turno
Vi parteciparono le vincenti del primo turno a cui si unirono altre 15 squadre di Pervenstvo Professional'noj Futbol'noj Ligi.
Le partite furono disputate tra il 14 maggio e il 7 giugno 2009.
| Squadra 1            | Risultato       | Squadra 2             |
| -------------------- | --------------- | --------------------- |
| 14 maggio 2009       |                 |                       |
| Sportakademklub      | 1 – 3           | Torpedo-ZIL           |
| Torpedo Vladimir     | 3 – 0           | Tekstilščik Ivanovo   |
| Pskov-747            | 3 – 0           | Sever Murmansk        |
| Nara-ŠBFR            | 2 – 0           | Spartak Ščëlkovo      |
| Istra                | 0 – 1           | Volga Tver'           |
| Šeksna Čerepovec     | 0 – 1           | Spartak Kostroma      |
| 20 maggio 2009       |                 |                       |
| Žemčužina-Soči       | 1 – 0           | Krasnodar-2000        |
| Mašuk-KMV Pjatigorsk | 1 – 2           | Stavropol             |
| FK Volgograd         | 2 – 1           | Dagdizel' Kaspijsk    |
| Batajsk-2007         | 2 – 2 (4-3 dcr) | SKA Rostov            |
| 21 maggio 2009       |                 |                       |
| Saturn-2             | 3 – 1 (dts)     | Zorkij Krasnogorsk    |
| Rjazan'              | 1 – 3           | Zvezda Serpuchov      |
| Avangard Podolsk     | 1 – 0           | Nika Mosca            |
| Rusiči Orël          | 1 – 0           | Dinamo Brjansk        |
| Gubkin               | 0 – 1           | Zodiak-Oskol          |
| Fakel Voronež        | 1 – 2           | Avangard Kursk        |
| 25 maggio 2009       |                 |                       |
| Amur Blagoveščensk   | 3 – 1           | Smena K.N.A.          |
| 26 maggio 2009       |                 |                       |
| Sachalin             | 1 – 0           | Okean                 |
| Metallurg-Kuzbass    | 1 – 2           | Metallurg Krasnojarsk |
| Kuzbass Kemerovo     | 2 – 3 (dts)     | Dinamo Barnaul        |
| 7 giugno 2009        |                 |                       |
| Rubin-2              | 0 – 1           | Gazovik Orenburg      |
| Čeljabinsk           | 2 – 0           | Gornjak Učaly         |
| Chimik Dzeržinsk     | 3 – 1           | SOJUZ-Gazprom         |
| Sokol Saratov        | 0 – 2           | Mordovija             |

## Terzo turno
Partecipano le 24 squadre promosse dal turno precedente.
Le partite furono disputate tra il 7 e il 13 aprile 2008.

### Zona Ovest
| Squadra 1        | Risultato   | Squadra 2        |
| ---------------- | ----------- | ---------------- |
| Spartak Kostroma | 0 – 1       | Torpedo Vladimir |
| Volga Tver'      | 1 – 0 (dts) | Pskov-747        |
| Torpedo-ZIL      | 3 – 0       | Nara-ŠBFR        |

### Zona centrale
| Squadra 1        | Risultato       | Squadra 2    |
| ---------------- | --------------- | ------------ |
| Zvezda Serpuchov | 0 – 3           | Saturn-2     |
| Avangard Podolsk | 3 – 1           | Rusiči Orël  |
| Avangard Kursk   | 0 – 0 (5-4 dcr) | Zodiak-Oskol |

### Zona Sud
| Squadra 1      | Risultato | Squadra 2    |
| -------------- | --------- | ------------ |
| Batajsk-2007   | 1 – 2     | FK Volgograd |
| Žemčužina-Soči | 4 – 0     | FK Stavropol |

### Zona Urali-Volga
| Squadra 1  | Risultato | Squadra 2        |
| ---------- | --------- | ---------------- |
| Mordovija  | 2 – 1     | Chimik Dzeržinsk |
| Čeljabinsk | 4 – 1     | Gazovik Orenburg |

### Zona Est
| Squadra 1          | Risultato       | Squadra 2             |
| ------------------ | --------------- | --------------------- |
| Dinamo Barnaul     | 3 – 0           | Metallurg Krasnojarsk |
| Amur Blagoveščensk | 2 – 2 (4-3 dcr) | Sachalin              |

## Quarto turno
Partecipano le 12 qualificate del terzo turno più le 20 della Pervyj divizion 2009 che entrarono in scena in questo turno; le 12 squadre di Vtoroj divizion disputarono il turno in casa.
Le partite furono disputate il 1º luglio 2009.
| Squadra 1           | Risultato   | Squadra 2               |
| ------------------- | ----------- | ----------------------- |
| Saturn-2            | 2 – 3       | Nižnij Novgorod         |
| Mordovija           | 2 – 1       | Volga Nižnij Novgorod   |
| Avangard Podolsk    | 1 – 0       | Metallurg Lipeck        |
| Amur Blagoveščensk  | 1 – 4       | Luč-Ėnergija            |
| Žemčužina-Soči      | 1 – 2       | Volgar'-Gazprom         |
| Volga Tver'         | 1 – 0       | MVD Rossii              |
| FK Volgograd        | 0 – 1       | Saljut-Ėnergija         |
| Čeljabinsk          | 2 – 1       | KAMAZ                   |
| Dinamo Barnaul      | 0 – 2       | Sibir'                  |
| Avangard Kursk      | 2 – 0       | Vitjaz' Podol'sk        |
| Torpedo-ZIL         | 0 – 3       | Baltika                 |
| Torpedo Vladimir    | 1 – 0       | Šinnik                  |
| SKA-Ėnergija        | 1 – 0       | Čita                    |
| Nosta Novotroick    | 1 – 2       | Ural                    |
| Alanija Vladikavkaz | 3 – 0       | Anži                    |
| Krasnodar           | 1 – 0 (dts) | Černomorec Novorossijsk |

## Sedicesimi di finale
Partecipano le 16 qualificate del quarto turno e le 16 squadre di Prem'er-Liga 2009 che entrarono in scena in questo turno e giocarono tutte fuori casa.
Le partite furono tutte disputate il 15 luglio 2009.
| Squadra 1           | Risultato   | Squadra 2              |
| ------------------- | ----------- | ---------------------- |
| Mordovija           | 2 – 1       | Terek Groznyj          |
| Volgar'-Gazprom     | 2 – 0       | Dinamo Mosca           |
| Volga Tver'         | 4 – 3 (dts) | Rubin                  |
| Čeljabinsk          | 2 – 1       | Kryl'ja Sovetov Samara |
| Avangard Podolsk    | 4 – 2       | Rostov                 |
| Avangard Kursk      | 1 – 2       | Amkar Perm'            |
| Sibir'              | 1 – 0       | Kuban'                 |
| Torpedo Vladimir    | 0 – 2       | Zenit San Pietroburgo  |
| SKA-Ėnergija        | 2 – 1       | Lokomotiv Mosca        |
| Alanija Vladikavkaz | 1 – 0       | Tom' Tomsk             |
| Luč-Ėnergija        | 3 – 0       | Saturn                 |
| Nižnij Novgorod     | 2 – 0 (dts) | Spartak-Nal'čik        |
| Ural                | 1 – 0       | CSKA Mosca             |
| Baltika             | 2 – 1       | Chimki                 |
| Saljut-Ėnergija     | 0 – 2       | FK Mosca               |
| Krasnodar           | 1 – 2       | Spartak Mosca          |

## Ottavi di finale
Parteciparono le 16 qualificate del quinto turno.
Le partite furono disputate il 23 e il 24 settembre 2009.
| Squadra 1             | Risultato       | Squadra 2        |
| --------------------- | --------------- | ---------------- |
| Volga Tver'           | 2 – 2 (4-2 dcr) | Baltika          |
| Čeljabinsk            | 0 – 2           | Mordovija        |
| Ural                  | 1 – 2           | Sibir'           |
| Spartak Mosca         | 1 – 2           | FK Mosca         |
| Luč-Ėnergija          | 2 – 1 (dts)     | SKA-Ėnergija     |
| Amkar Perm'           | 2 – 1           | Avangard Podolsk |
| Alanija Vladikavkaz   | 2 – 1 (dts)     | Volgar'-Gazprom  |
| Zenit San Pietroburgo | 2 – 1 (dts)     | Nižnij Novgorod  |

## Quarti di finale
Le partite furono disputate tra il 7 aprile 2010. La partita tra FK Mosca e Amkar Perm non fu disputato in quanto l'FK Mosca dichiarò bancarotta ad inizio 2010.
| Squadra 1             | Risultato | Squadra 2           |
| --------------------- | --------- | ------------------- |
| FK Mosca              | [ 1 ]     | Amkar Perm'         |
| Mordovija             | 0 – 3     | Alanija Vladikavkaz |
| Sibir'                | 3 – 0     | Luč-Ėnergija        |
| Zenit San Pietroburgo | 2 – 0     | Volga Tver'         |

## Semifinali
Le partite furono disputate il 21 aprile 2010.
| Squadra 1   | Risultato       | Squadra 2             |
| ----------- | --------------- | --------------------- |
| Amkar Perm' | 0 – 0 (2–4 dcr) | Zenit San Pietroburgo |
| Sibir'      | 3 – 0           | Alanija Vladikavkaz   |

## Finale
| Arbitro: | Alexandr Kolobayev (Mosca) |

|                    |           |  |
| Širokov 60’ (rig.) | Marcatori |  |